# Quello che gli uomini non dicono (serie televisiva)
Quello che gli uomini non dicono (The Mind of the Married Man) è una serie televisiva statunitense in 21 episodi trasmessi per la prima volta nel corso di 2 stagioni dal 2001 al 2002. La serie cerca di concentrarsi sulle sfide della moderna vita di coppia da una prospettiva maschile.

## Personaggi
- Micky Barnes (20 episodi, 2001-2002), interpretato da	Mike Binder, doppiato da Francesco Prando.
- Donna Barnes (20 episodi, 2001-2002), interpretata da	Sonya Walger, doppiata da Chiara Colizzi.
- Doug Nelson (20 episodi, 2001-2002), interpretato da	Taylor Nichols, doppiato da Teo Bellia.
- Jake Berman (20 episodi, 2001-2002), interpretato da	Jake Weber, doppiato da Massimo Lodolo.
- Missy (5 episodi, 2001), interpretata da	Ivana Miličević, doppiata da Georgia Lepore.
- Kevin (5 episodi, 2001), interpretato da	Doug Williams.
- Randall Evans (4 episodi, 2001), interpretato da	M. Emmet Walsh.
- Slayton (4 episodi, 2001), interpretato da	Bobby Slayton.
- Tilda (4 episodi, 2001-2002), interpretata da	Tina D'Marco.
- Sandy (4 episodi, 2001), interpretata da	Kathryn Morris.
- dottor Paul Gianni (4 episodi, 2002), interpretato da	David Marciano.
- Carol Nelson (3 episodi, 2001), interpretata da	Kate Walsh, doppiata da Sabrina Duranti.

## Produzione
La serie, ideata da Mike Binder, fu prodotta da Greentrees Films e Sunlight Productions e girata  a Chicago in California. Le musiche furono composte da Larry Groupé.

### Registi
Tra i registi della serie sono accreditati:
- Roger Nygard (4 episodi, 2001-2002)
- Mike Binder
- Neal Israel
- Nancy Savoca

## Distribuzione
La serie fu trasmessa negli Stati Uniti dal 2001 al 2002 sulla rete televisiva HBO. In Italia è stata trasmessa su Fox dal marzo del 2005 con il titolo Quello che gli uomini non dicono.
Alcune delle uscite internazionali sono state:
- negli Stati Uniti il 23 settembre 2001 (The Mind of the Married Man)
- in Turchia l'8 aprile 2002
- in Islanda il 13 novembre 2002
- in Norvegia il 20 gennaio 2003
- in Francia il 23 gennaio 2003 (Le journal intime d'un homme marié)
- in Finlandia il 4 febbraio 2003 (Aina mielessä)
- nei Paesi Bassi il 6 marzo 2003
- in Italia il 4 marzo 2005 (Quello che gli uomini non dicono)
- in Ungheria (Mocsok macsók meséi)

## Episodi
| Stagione         | Episodi | Prima TV USA |
| ---------------- | ------- | ------------ |
| Prima stagione   | 10      | 2001         |
| Seconda stagione | 11      | 2002         |